# حقوق بشر در جمهوری اسلامی ایران
وضعیت حقوق بشر در جمهوری اسلامی ایران هم از جانب ایرانیان و هم از جانب فعالان حقوق بشر، نویسندگان، و سازمان‌های مردم‌نهاد بین‌المللی به انتقاد گرفته شده‌است. در دوران حکومت جمهوری اسلامی ایران، مجمع عمومی سازمان ملل به‌جز دو سال، همه ساله، قطعنامه‌ای در مورد نقض حقوق بشر به‌وسیلهٔ حکومت جمهوری اسلامی، صادر کرده‌است. در قطع‌نامهٔ مجمع عمومی سازمان ملل متحد به شمارهٔ A/RES/۶۴/۱۷۶ که در فروردین ماه ۱۳۸۹ منتشر شد، این مجمع ایران را در بسیاری موارد محکوم کرد. از جمله در برخورد دولت با معترضان نتایج انتخابات ریاست جمهوری ایران (۱۳۸۸). حکومت جمهوری اسلامی ایران به صورت سختگیرانه‌ای آزادی‌های مدنی از جمله آزادی سخنرانی، مطبوعات، تجمعات، انجمن‌ها و آزادی‌های شخصی را زیر پا می‌گذارد و در مسیر آزادی‌های مذهبی نیز مانع ایجاد کرده‌است.
محدودیت‌ها و مجازات‌هایی که در جمهوری اسلامی ایران اعمال می‌شود و ناقض معیارهای بین‌المللی حقوق بشر هستند، شامل مجازات‌های سنگین برای جرایم، مجازات برای اعمالی بدون قربانی مانند زنا و همجنس‌گرایی، اعدام مجرمان زیر ۱۸ سال، محدودیت بر آزادی بیان و مطبوعات (از جمله زندانی کردن روزنامه‌نگاران)، و محدودیت بر آزادی دین و برابری جنسیتی در قانون اساسی جمهوری اسلامی (به‌ویژه آزار و اذیت مستمر بهائیان) می‌گردد.
موارد گزارش‌شده‌ای از نقض حقوق بشر که خارج از چارچوب قوانین جمهوری اسلامی ایران بوده و مورد محکومیت قرار گرفته‌اند، شامل اعدام هزاران زندانی سیاسی در سال ۱۳۶۷، و استفاده گسترده از شکنجه برای وادار کردن زندانیان به انکار عقاید و همراهان خود در برابر دوربین برای اهداف تبلیغاتی است. همچنین، آتش‌زدن دفاتر روزنامه‌ها و حمله به معترضان سیاسی توسط «نهادهای شبه‌رسمی سرکوب»، به‌ویژه «حزب‌اللهی‌ها»، و قتل ده‌ها مخالف حکومت در دهه ۱۳۷۰ که گفته می‌شود توسط «عناصر خودسر» در حکومت انجام شده، نیز محکوم شده‌اند.
به‌گزارش سازمان دیده‌بان حقوق بشر، کارنامه حقوق بشری ایران در دورهٔ ریاست‌جمهوری محمود احمدی‌نژاد «به‌شدت رو به وخامت گذاشت». پس از اعتراضات انتخابات سال ۱۳۸۸، گزارش‌هایی از شکنجه، تجاوز و حتی قتل معترضان منتشر شد، همچنین ده‌ها تن از چهره‌های شاخص اپوزیسیون بازداشت و در دادگاه‌های علنی و نمایشی محاکمه شدند، جایی که متهمان «اعترافاتی را قرائت کردند که آشکارا نشانه‌هایی از اجبار داشت». دفتر حقوق بشر سازمان ملل متحد نیز در مهر ۱۳۹۱ اعلام کرد که مقامات ایرانی سرکوب شدیدی را علیه روزنامه‌نگاران و مدافعان حقوق بشر اعمال کرده‌اند.

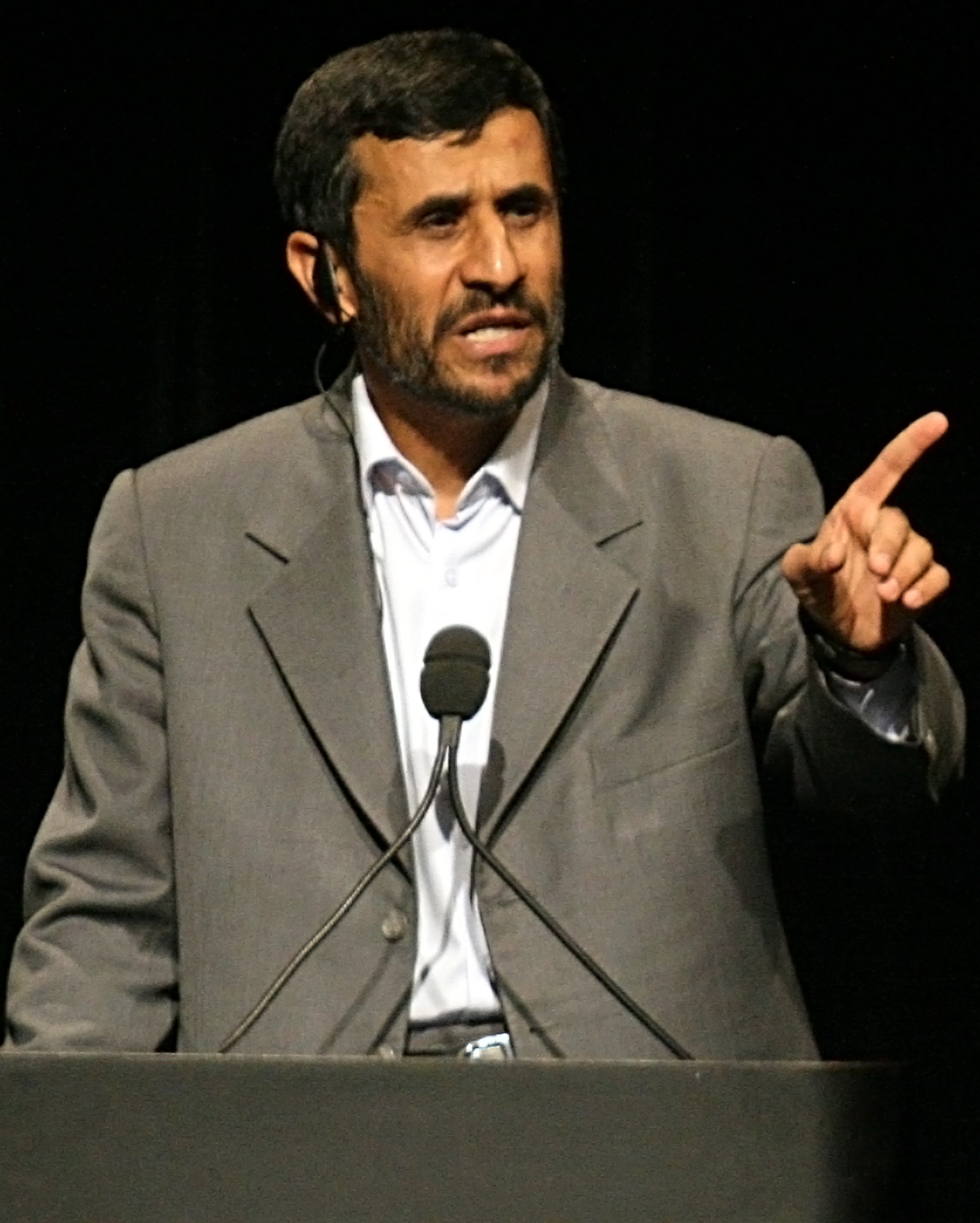
سید محمود احمدی‌نژاد، رئیس‌جمهور ایران، در دانشگاه کلمبیا در نیویورک

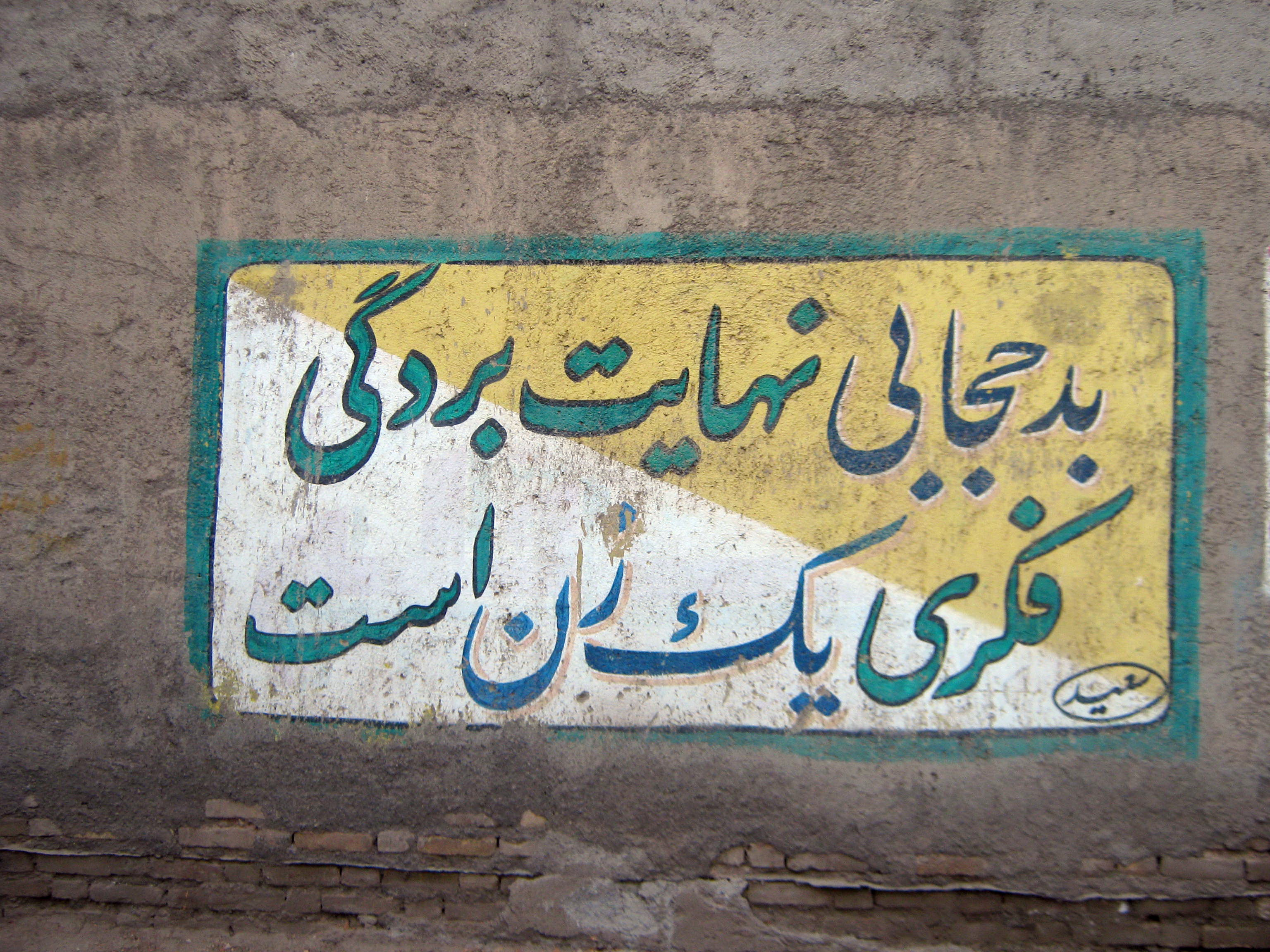
ترویج حجاب

مقامات جمهوری اسلامی ایران در پاسخ به انتقادات مطرح‌شده اظهار داشته‌اند که ایران «بهترین سابقهٔ حقوق بشر» را در جهان اسلام دارد؛ و این‌که الزامی به پیروی از «تفسیر غربی از حقوق بشر» ندارد؛ همچنین ادعا کرده‌اند که جمهوری اسلامی قربانی «تبلیغات مغرضانهٔ دشمنان» است که «بخشی از نقشه‌ای بزرگ‌تر علیه جهان اسلام» محسوب می‌شود. به‌گفتهٔ مسئولان ایرانی، افرادی که فعالان حقوق بشر از آن‌ها به‌عنوان فعالان سیاسی مسالمت‌جو یاد می‌کنند که از حقوق دادرسی عادلانه محروم شده‌اند، در واقع مرتکب جرایمی علیه امنیت ملی کشور شده‌اند؛ و معترضانی که ادعا می‌کنند محمود احمدی‌نژاد در انتخابات ۱۳۸۸ تقلب کرده است، در حقیقت بخشی از یک توطئهٔ خارجی برای سرنگونی رهبران ایران هستند.
تا سال ۲۰۱۹، موارد نگران‌کننده‌ای که توسط سازمان عفو بین‌الملل مطرح شده‌اند، شامل استفاده از نیروی مرگبار و کشتن بیش از ۳۰۰ نفر برای سرکوب غیرقانونی اعتراضات آبان‌ماه؛ بازداشت خودسرانهٔ هزاران معترض؛ صدور احکام زندان و شلاق برای بیش از ۲۰۰ مدافع حقوق بشر؛ تبعیض ساختاری، شکنجه و سایر رفتارهای ظالمانه علیه اقلیت‌های قومی و مذهبی؛ و سرکوب کارزارهای زنان علیه قوانین اجباری حجاب می‌شود.

## پس زمینه

### تاریخچه
انقلاب اسلامی به طور قابل توجهی دارای سابقه حقوق بشری بدتری نسبت به دودمان پهلوی که آن را سرنگون کرد، به نظر می‌رسد. به گفته تاریخ‌نگار سیاسی اروند آبراهامیان، "در حالی که کمتر از ۱۰۰ زندانی سیاسی بین سال‌های ۱۹۷۱ تا ۱۹۷۹ اعدام شده بودند، بیش از ۷۹۰۰ نفر بین سال‌های ۱۹۸۱ تا ۱۹۸۵ اعدام شدند. ... نظام زندان‌ها متمرکز و به شدت گسترش یافت ... زندگی در زندان تحت جمهوری اسلامی به طور قابل توجهی بدتر از دوران پهلوی بود. کسی که هر دو دوره را تجربه کرده، می‌نویسد که چهار ماه تحت [نگهبان] لادجوردی به اندازه چهار سال تحت ساواک تاثیرگذار بود. در ادبیات زندان‌های دوران پهلوی، کلمات تکراری 'خستگی' و 'یکنواختی' بودند. در دوره جمهوری اسلامی، آنها 'ترس'، 'مرگ'، 'ترور'، 'وحشت' و مهم‌تر از همه 'کابوس' ('کابوس') بودند." بر اساس تخمین‌های ارائه شده توسط تاریخ‌نگار نظامی اسپنسر سی. تاکر، در دوره ۱۹۸۰ تا ۱۹۸۵، بین ۲۵٬۰۰۰ تا ۴۰٬۰۰۰ ایرانی بازداشت شدند، ۱۵٬۰۰۰ ایرانی محاکمه شدند و ۸٬۰۰۰ تا ۹٬۵۰۰ ایرانی اعدام شدند.
بیشتر اعدام‌های زندانیان سیاسی در دهه اول جمهوری اسلامی انجام شد و پس از آن سرکوب‌های خشونت‌آمیز کاهش یافت. با ظهور جنبش اصلاحات ایران و انتخاب رئیس‌جمهور معتدل ایرانی محمد خاتمی در سال ۱۹۹۶، اقدامات زیادی برای اصلاح قوانین مدنی و کیفری ایران به منظور بهبود وضعیت حقوق بشر انجام شد. پارلمان عمدتاً اصلاح‌طلب چندین لایحه را برای افزایش آزادی بیان، برابری جنسیتی و ممنوعیت شکنجه تهیه کرد. این لایحه‌ها توسط شورای نگهبان و شخصیت‌های برجسته محافظه‌کار در دولت ایران آن زمان رد یا به طور قابل توجهی تعدیل شدند.
بر اساس گزارش مجله اکونومیست:
"بهار تهرانِ ده سال پیش اکنون جای خود را به زمستان سیاسی تاریک داده است. دولت                         جدید به ادامه تعطیلی روزنامه‌ها، خاموش کردن صداهای مخالف و ممنوعیت یا سانسور کتاب‌ها و وب‌سایت‌ها ادامه می‌دهد. تظاهرات و اعتراضات صلح‌آمیز دوران خاتمی دیگر تحمل نمی‌شود: در ژانویه ۲۰۰۷ نیروهای امنیتی به رانندگان اتوبوس اعتصابی در تهران حمله کردند و صدها نفر از آنها را بازداشت کردند. در مارس، پلیس به صدها مرد و زن که برای گرامیداشت روز جهانی زن جمع شده بودند، حمله کرد."

### انتقادات بین‌المللی
از زمان تأسیس جمهوری اسلامی، نقض حقوق بشر علیه اقلیت‌های دینی مورد توجه و صدور قطعنامه‌ها و تصمیمات سازمان ملل و نهادهای حقوق بشری آن، شورای اروپا، پارلمان اروپا و کنگره ایالات متحده قرار گرفته است. علاوه بر این، گروه‌های حقوق بشری غیردولتی مانند دیده‌بان حقوق بشر، عفو بین‌الملل و مرکز حقوق بشر در ایران، گزارش‌هایی منتشر کرده و نگرانی خود را درباره مسائلی مانند وضعیت اقلیت‌های دینی، شرایط زندان‌ها، وضعیت پزشکی زندانیان، مرگ زندانیان (وحید سیادی نصیری) و بازداشت‌های گسترده معترضان ضد دولت ابراز کرده‌اند.
در اوایل سال ۱۹۸۰، ایران یکی از معدود کشورهایی شد که تحت بررسی گزارشگر کشور سازمان ملل در بخش رویه‌های ویژه سازمان ملل قرار گرفت. چهار سال بعد، کمیسیون حقوق بشر سازمان ملل نماینده ویژه‌ای برای ایران منصوب کرد تا وضعیت حقوق بشر این کشور را بررسی کند و تا سال ۲۰۰۱، سه نفر این سمت را بر عهده داشتند. بر اساس گزارش گروه حقوق اقلیت‌ها، در سال ۱۹۸۵، ایران به "چهارمین کشور در تاریخ سازمان ملل" تبدیل شد که به دلیل "شدت و گستردگی این سوابق حقوق بشری" در دستور کار مجمع عمومی قرار گرفت. از سال ۱۹۸۴ تا ۲۰۰۱، کمیسیون حقوق بشر سازمان ملل (UNCHR) قطعنامه‌هایی در مورد نقض حقوق بشر علیه اقلیت‌های دینی ایران، به ویژه آزار و شکنجه بهاییان، تصویب کرد. در سال ۲۰۰۲، کمیسیون حقوق بشر سازمان ملل چنین قطعنامه‌ای را تصویب نکرد، زمانی که دولت ایران از "گروه کاری سازمان ملل در مورد بازداشت‌های دلخواه و گزارشگر ویژه در مورد ترویج و حفاظت از حق آزادی عقیده و بیان" دعوت کرد تا از کشور بازدید کرده و شکایات را بررسی کنند. با این حال، طبق گزارش سازمان دیده‌بان حقوق بشر، "زمانی که این مقام‌ها به کشور سفر کردند، وضعیت حقوق بشر را نارضایت‌بخش یافتند و گزارش‌هایی انتقادی از دولت اسلامی صادر کردند، نه تنها دولت توصیه‌های آنها را اجرا نکرد"، بلکه "به شاهدانی که به کارشناسان شهادت داده بودند، انتقام گرفت."
در سال ۲۰۰۳، قطعنامه‌ها دوباره آغاز شد و کانادا قطعنامه‌ای را به‌عنوان حامی ارائه کرد که به انتقاد از "موارد تأیید شده شکنجه، سنگسار کرده‌اند به‌عنوان روش اعدام و مجازات‌هایی مانند شلاق و قطع عضو" پرداخت، پس از مرگ یک شهروند کانادایی ایرانی‌تبار، زهرا کاظمی، در یک زندان ایرانی. این قطعنامه از آن زمان به‌طور سالانه در مجمع عمومی سازمان ملل به تصویب رسیده است.
اتحادیه اروپا نیز به سابقه حقوق بشر جمهوری اسلامی انتقاد کرده است و در سال‌های ۲۰۰۵، ۲۰۰۷ و در تاریخ ۶ اکتبر ۲۰۰۸ پیام‌هایی به سفیر ایران در پاریس ارسال کرد و نگرانی خود را در مورد بدتر شدن وضعیت حقوق بشر در ایران ابراز کرد. در ۱۳ اکتبر ۲۰۰۵، پارلمان اروپا به تصویب قطعنامه‌ای پرداخت که بی‌توجهی دولت اسلامی به حقوق بشر شهروندانش را محکوم می‌کرد. در پی آن، دولت ایران اعلام کرد که گفتگو با اتحادیه اروپا در مورد حقوق بشر در ایران را معلق می‌کند. در ۹ فوریه ۲۰۱۰، اتحادیه اروپا و ایالات متحده بیانیه مشترکی صادر کردند که "نقض‌های مستمر حقوق بشر" در ایران را محکوم می‌کرد.
در ۲ سپتامبر ۲۰۲۰، عفو بین‌الملل مقامات ایرانی را به ارتکاب نقض‌های گسترده حقوق بشر در جریان اعتراضات ۲۰۱۹ متهم کرد. این اعتراضات سراسری به دلیل افزایش قیمت سوخت آغاز شد. در پاسخ به این اعتراضات، گزارش‌ها حاکی از آن است که دولت با استفاده عمدی از نیروی کشنده، باعث مرگ صدها نفر شد و افزون بر ۷,۰۰۰ نفر را بازداشت کرد. بر اساس گزارشی، بازداشت‌شدگان شامل کودکان بودند که تحت ضرب و شتم، دماهای شدید، وضعیت‌های استرسی و الکترواکیوپیشن قرار گرفتند.
در ۱۷ مه ۲۰۲۲، سخنگوی دفتر حقوق بشر سازمان ملل از ایران خواست تا اجرای حکم اعدام احمدرضا جلالی، دانشمند سوئدی-ایرانی، را به تعویق اندازد و حکم اعدام او را تبدیل کند.
پس از شروع آتش‌بس، بدنبال جنگ بین ایران و اسراییل، دولت ایران اقدامات سرکوبگرانه خود را افزایش داده است؛ اقداماتی که از احساس فزاینده‌ی ترس، هراس و وحشت رهبران این کشور ناشی می‌شود. هادی قائمی، مدیر سازمان حقوق بشر در ایران  (CHRI)، اعلام کرد که مقام‌های ایرانی، افراد را به‌صورت مخفیانه بازداشت کرده و آنها را از دسترسی به وکیل مدافع خود، محروم ساخته‌اند و باین هم اکتفا کرده و آنان را با اتهامات کلی، مبهم وبدون دلیل، فقط با ذکر اتهام «امنیت ملی» اعدام کرده‌اند؛ اتهاماتی که تنها هدفشان، ایجاد رعب و وحشت در جامعه است.

### از نقطه نظر جمهوری اسلامی
مقامات جمهوری اسلامی ایرانی همیشه در مورد وضعیت حقوق بشر در ایران اسلامی هم‌نظر نبوده‌اند. در آوریل ۲۰۰۴، رئیس‌جمهور اصلاح‌طلب محمد خاتمی اظهار داشت: "ما قطعاً زندانیان سیاسی داریم و ... افرادی که به خاطر نظراتشان در زندان هستند." اما دو روز بعد، رئیس قوه قضائیه آیت‌الله محمود هاشمی شاهرودی این گفته را رد کرد و گفت: "ما در ایران زندانی سیاسی نداریم" زیرا قانون ایران چنین جرائمی را ذکر نمی‌کند. ... "ممکن است جهان برخی موارد را به‌طور طبیعی، جرائم سیاسی بداند، اما از آنجا که ما قانونی در این زمینه نداریم، این موارد به‌عنوان جرائم عادی محسوب می‌شوند."
رئیس‌جمهور اسلامی ایران محمود احمدی‌نژاد و دیگر مقامات دولتی ایران، سابقه حقوق بشر ایران را به‌طور مثبت با دیگر کشورها مقایسه کرده‌اند، به‌ویژه کشورهای منتقد وضعیت حقوق بشر ایران. در سخنرانی‌ای در سال ۲۰۰۸، او در پاسخ به سوالی درباره حقوق بشر گفت که ایران زندانیان کمتری نسبت به ایالات متحده دارد و "وضعیت حقوق بشر در ایران به‌طور نسبی خوب است، وقتی با ... برخی کشورهای اروپایی و ایالات متحده مقایسه شود."
در سخنرانی‌ای در سال ۲۰۰۷ به سازمان ملل، احمدی‌نژاد تنها به این موضوع پرداخت که "قدرت‌های خاص" (بدون نام بردن از آنها) به نقض حقوق بشر متهم هستند، مانند "برپایی زندان‌های مخفی، آدم‌ربایی، محاکمات و مجازات‌های مخفی بدون توجه به فرآیند قانونی، ...." مقامات جمهوری اسلامی همچنین به نقض حقوق بشر فلسطینیان توسط اسرائیل حمله کرده‌اند.
بر اساس نظر رضا افشاری، موضع جمهوری اسلامی در مورد جهان‌شمولی حقوق بشر بر پایه ادعای آن است که دین "اصول فرهنگی برتر" است. از این رو، ایدئولوگ‌های دولتی به جهان‌شمولی حقوق بشر شک می‌کنند و آیت‌الله علی خامنه‌ای از مقامات خواسته است تا "مفهوم حقوق بشر غربی" را رد کنند. به گفته افشاری، مقامات بر "انسان" به‌جای حقوق تأکید می‌کنند، با هدف دستیابی به "انسان واقعی" ("آگاه از حضور خدا و هراس‌ناک از احکام الهی") پیش از اینکه حقوق او مورد توجه قرار گیرد. هدف ایجاد "انسان کامل" است که در "تضاد تند" با هدف لیبرالیسم غربی است که انسان‌های عادی را به وجود آورد.

## انتخابات
ایران به عنوان عضو کنوانسیون بین‌المللی حقوق مدنی و سیاسی متعهد است بدون هیچ محدودیت بی‌دلیلی به شهروندانش این امکان را بدهد که به عنوان نامزد از فرصت‌های برابر برای رقابت در انتخابات برخوردار باشند. این کنوانسیون کشورهای عضو را ملزم به تضمین بیان آزادانه اراده انتخاب کنندگان می‌کند. در سیستم انتخاباتی ایران صلاحیت کاندیداها باید مورد ارزیابی وزارت کشور و شورای نگهبان که متشکل از ۶ فقیه که توسط سید علی خامنه‌ای رهبر ایران منصوب شده و ۶حقوقدان که توسط رئیس قوه قضائیه (که او هم توسط رهبر انتخاب می‌شود) منصوب رهبر به مجلس معرفی می‌شوند، قرار گیرد. این شورا باید صلاحیت کاندیدها را از جهت التزام عملی به اسلام احراز کند.

## وضعیت حقوق بشر در حکومت جمهوری اسلامی ایران

### وضعیت حقوق اقلیت‌های قومی و زبانی و عقیدتی (دینی و فرادینی)
بیش از ۴۹ درصد از جمعیت ایران را اقلیت‌های قومی تشکیل می‌دهند. قانون اساسی به همهٔ اقلیت‌های قومی حقوق برابر داده و اجازه می‌دهد زبان اقلیت‌ها در رسانه‌ها و برنامه‌های هفتگی رادیو تلویزیونی به کار برده شده و تدریس ادبیات آن‌ها در مدارس نیز آزاد است اما گروه‌های قوم گرای در برخی از مناطق ایران خواهان تدریس به زبان قومی به جای زبان رسمی هستند؛ و از تبعیض اقتصادی و سیاسی شکایت داشتند. رادیو تلویزیون دولتی برنامه‌هایی به زبان‌های مختلف قومی پخش می‌کند.
اهل سنت در ایران، بیش از ۱۵ هزار مسجد دارند که در حال حاضر در تهران ۱۸ نمازخانه برای اهل سنت وجود دارد.علی مطهری در ماه رمضان سال ۱۳۹۵ شمسی مهمان یکی از این نمازخانه‌ها بود. فراکسیون اهل سنت در مجلس دهم شورای اسلامی ۱۸ عضو دارد و «محمدقسیم عثمانی» عضو هیئت رئیسه مجلس ایران است. اهل سنت در ایران دارای چندین انتشارات در تهران کردستان فارس و خراسان رضوی هستند.
در هنگام مجلس بررسی نهایی قانون اساسی جمهوری اسلامی، بحث دربارهٔ اینکه «آیا دین رسمی کشور باید در قانون اساسی ذکر شود؟» به سود اسلامگرایان شیعه به پایان رسید. در نهایت، اصل ۱۲ قانون اساسی ایران «اسلام و مذهب جعفری اثنی عشری» را به عنوان دین رسمی کشور معرفی کرد و به اینکه دیگر مذهب‌های اسلامی همچون حنفی، مالکی، شافعی، حنبلی، و زیدی می‌توانند مطابق فقه خود عمل کنند بسنده شد.

روحانیون دارای نفوذ در اوایل انقلاب ۱۳۵۷، با درخواست نمایندگان جامعه‌های غیرمسلمان (همچون: یهودیان، بهائیان و زرتشتیان…) مبنی بر به رسمیت شناخته شدن دین‌هایشان به عنوان دین‌های رسمی کشور مخالفت کردند و بر این اصرار کردند که نامسلمانان باید مشمول «ذمه» به‌شمار روند. در نهایت اصل ۱۳ قانون اساسی با تنها ۶ رأی مخالف (چهار نماینده غیرمسلمان و دو نماینده دیگر) به تصویب رسید. بر طبق این اصل، 
ایرانیان زرتشتی، کلیمی و مسیحی تنها اقلیت‌های دینی شناخته می‌شوند که در حدود قانون در انجام مراسم دینی خود آزادند و در احوال شخصیه و تعلیمات دینی بر طبق آیین خود عمل می‌کنند.
به باور عده‌ای، ذکر قید «تنها اقلیت‌های دینی» در این اصل در نهایت باعث شد تا دیگر جوامع دینی (از جمله بهائیان به عنوان بزرگترین جامعه دینی در ایران پس از مسلمانان) از داشتن حقوق شناخته شده محروم گردند.